# Plutonium Files
«Плутониевые файлы: секретные медицинские эксперименты Америки во время холодной войны» (англ. The Plutonium Files: America's Secret Medical Experiments in the Cold War) — книга американской журналистки Эйлин Уэлсом о секретных экспериментах правительства США, вышедшая в 1999 году и переизданная в 2010 году.

## Обзор
Произведение документально исследует проведённые правительством США радиационные эксперименты над неосведомлёнными об этом американцами. Книга основана на получившей Пулитцеровскую премию серии статей, которую Уэлсом написала для The Albuquerque Tribune в 1993 году.

## Предыстория
Эксперименты начались в 1945 году, когда ученые Манхэттенского проекта готовились провести испытания первой атомной бомбы. Было известно, что радиация опасна, и эксперименты были призваны выяснить детальное влияние радиации на здоровье человека. Большинство испытуемых, по словам Уэлсом, были бедными людьми и, предполагаемо, безнадежно больными.

## Журналистское расследование
С 1945 по 1947 год врачи Манхэттенского проекта вводили плутоний 18 людям. Одним из испытуемых был Эбб Кейд. Он стал невольным участником медицинских экспериментов, включавших введение 4,7 микрограммов плутония 10 апреля 1945 года в Ок-Ридже, штат Теннесси. Этот эксперимент проводился под руководством Гарольда Ходжа. Часть экспериментов проходила в Мемориальной больнице Стронга. Другие эксперименты, проводимые Комиссией по атомной энергии США, продолжались и в 1970-е годы. Книга «Плутониевые файлы» показывает хронику жизни каждого участника секретной программы, обсуждая этические и медицинские исследования, тайно проводимые учеными и врачами. Альберт Стивенс, человек, переживший самую высокую известную накопленную дозу радиации среди людей, четырехлетний Симеон Шоу, отправленный из Австралии в США на лечение, и Элмер Аллен — одни из известных участников программы Манхэттенского проекта, возглавляемой Джозефом Гамильтоном.
В Нэшвилле беременным женщинам давали радиоактивные смеси. В Цинциннати за 15 лет около 200 пациентов подверглись облучению. В Чикаго 102 человека получили инъекции растворов стронция и цезия. В Массачусетсе 73 ребенка кормили овсянкой с добавлением радиоактивных индикаторов в ходе эксперимента, спонсируемого Массачусетским технологическим институтом и компанией Quaker Oats. Ни в одном из этих случаев подопытные не были проинформированы о характере эксперимента и не давали информированного согласия.
В книге эти истории переплетаются с подробностями более известных радиационных экспериментов и аварий. К ним относятся рассказы американских солдат, находившихся в непосредственной близости от взрывов ядерных бомб. Описываются судьбы семей, которые жили с подветренной стороны от ядерных испытаний на Маршалловых островах. Обсуждается инцидент с японским траулером Фукурю-мару, на который выпали осадки после испытания Касл-Браво в 1954 году.

## Государственное расследование
Правительство США скрывало большинство этих радиационных происшествий до 1993 года, когда президент Билл Клинтон создал Консультативный комитет по радиационным экспериментам на человеке и приказал изменить политику в области испытаний с участием человека. Федеральные агентства затем предоставили доступ к записям, касающимся экспериментов с радиацией на людях после публикации Уэлсом. В результате расследования, проведенного комитетом, была подтверждена значительная часть материалов, включенных в книгу Уэлсом. В 1995 году комитет опубликовал отчет, в котором говорилось, что «были совершены нарушения». Окончательный отчет был опубликован 3 октября 1995 года, в тот же день, когда был вынесен приговор по делу Симпсона, и большая часть внимания средств массовой информации была направлена на другое событие, оставив отчёт в тени. После публикации отчёта дальнейшее расследование не проводилось.

## Одновременная публикация
Джонатан Морено был старшим сотрудником Консультативного комитета по радиационным экспериментам на человеке. В 1999 году он написал книгу «Неоправданный риск: секретные государственные эксперименты на людях» (Undue Risk: Secret State Experiments on Humans), которая охватывает те же темы, что и книга Уэлсом «Плутониевые файлы».